# Parca
Parca is een geslacht van vlinders van de familie uilen (Noctuidae), uit de onderfamilie Amphipyrinae.

## Soorten
- P. africarabia Wiltshire, 1986
- P. inusitata Saalmüller, 1891